# Otto Kneipp
Otto Kneipp (* 11. Dezember 1884 in Langsdorf; † 5. Mai 1965 in Bad Homburg vor der Höhe) war ein deutscher Politiker der FDP.

## Leben
Nach dem 1905 in Gießen absolvierten Abitur studierte Otto Kneipp Volkswirtschaftslehre, Landwirtschaft und Rechtswissenschaft ebendort. Im Ersten Weltkrieg war er Kriegsfreiwilliger, kämpfte an der Westfront und wurde dreimal verwundet. 1920 wurde er mit der Arbeit Die Landwirtschaft im Kreise Gießen promoviert. Sodann war er als Landwirtschaftslehrer und seit 1924 als Geschäftsführer der Kreisbauernschaft Hochtaunus tätig. Er war erster Vizepräsident der Land- und Forstwirtschaftskammer.
Im Jahre 1926 wurde Kneipp Gemeindevertreter in Gonzenheim, wohin er zwischenzeitlich gezogen war, und kurz darauf auch Mitglied des Kreistages. Von 1929 bis 1933 gehörte Kneipp dem Preußischen Staatsrat für die Provinz Hessen-Nassau an. Zum 1. Mai 1933 trat er in die NSDAP ein (Mitgliedsnummer 2.370.781). Auch nach der Machtergreifung der Nationalsozialisten blieb er in der kommunalen Vertretung der Gemeinde Gonzenheim bis zu deren Eingemeindung nach Bad Homburg vor der Höhe 1937.
Nach dem Zweiten Weltkrieg gründete er den Kreisbauernverband Obertaunus mit und wurde später erster Hauptgeschäftsführer des Hessischen Bauernverbandes. Er schloss sich der FDP an, für die er dem Deutschen Bundestag in dessen erster Legislaturperiode von 1949 bis 1953 angehörte. Hier war er im Ausschuss für Finanz- und Steuerfragen tätig. Von 1954 bis 1958 war er Abgeordneter und Alterspräsident des hessischen Landtags.
Anlässlich seines 75. Geburtstages erhielt Kneipp 1959 das Große Bundesverdienstkreuz am Bande.